# Francesco Maria Grimaldi
Francesco Maria Grimaldi, italijanski fizik, astronom in matematik, * 2. april 1618, Bologna, Italija, † 28. december 1663, Bologna.

## Življenje in delo
Grimaldi je poučeval na jezuitskem kolegiju v Bologni. Med letoma 1640 in 1650 je z Ricciolijem raziskoval prosti pad teles, kjer sta odkrila, da je pot pri padu sorazmerna kvadratu časa.
Izdelal in uporabljal je astronomske inštrumente. Z njimi je meril geološke značilnosti na Luni. Ukvarjal se je z imeni objektov na Luninem površju. Njegova Karta Lune, ki je izšla leta 1651 v Neaplju je vsebovala okoli 300 imen. Ohranilo se jih je več kot 200. Tudi njegov način določevanja imen se je ohranil in postal vzorec za poznejše imenovanje objektov na Luni. Vodno imenovanje, ki izvira od van Langrena in Hevela, se je pri njem dobesedno razcvetelo: Morje deževij, Morje kriz, Morje nektarja, Morje oblakov, Morje spokojnosti, Morje jasnosti. Vse to se je prvič pojavilo na njegovi karti Lune. Vodna imena so zelo simbolična in zares slikovita: Ocean neviht, Morje vlažnosti, Zaliv mavrice, Močvirje epidemij, Jezero smrti.
Največji uspeh njegove karte je imenovanje kraterjev po imenih, oziroma priimkih učenjakov, v prvi vrsti astronomov. Luno je začel spreminjati v panteon znanosti, saj je v svojo karto vnesel imena več kot 200 znanstvenikov. Imena na Luni je razporedil od severa proti jugu v kronološkem redu, od antičnega obdobja dalje. Svetli kraterji Afanazij, Margerita in Anton so se prelevili v Platona, Ptolemeja in Plinija. Večje kraterje je želel imenovati s priimki pomembnejših astronomov (Tycho, Kopernik). Zanimivo je, da lahko na njegovi karti najdemo tudi kraterja van Langren in Hevel (posvečenima njegovima predhodnikoma in hkrati tekmecema) in tudi zelo vpadljiv krater Grimaldi (nase seveda ni smel pozabiti), ki leži bolj na robu Luninega diska. Tako se je nekako ustalila tradicija selenografije. Hevelove Lunine gore so še naprej označevali z imeni Zemeljskih gor. Za Alpami in Apenini so prišli Karpati, Pireneji, Kavkaz, Altaj. Vodna imena temnih predelov Lune se nadaljuejo po Grimaldijevem zgledu, pri čemer pa je izbor bolj svoboden (Centralni zaliv, Vzhodno morje, Južno morje) ali posvečen določenim osebam (Humboltovo morje, Struvejevo morje). Imena so številčno vse bolj naraščala, z vse močnejšimi daljnogledi pa so se pojavila nova in nova.
Grimaldi je prvi natančno izmeril lom svetlobe, čeprav jo je omenjal že da Vinci. Grimaldi je tudi skoval izraz »difrakcija«.  Kasneje so fiziki uporabili njegovo delo pri dokazovanju valovne narave svetlobe. Tudi Newton ga je uporabil pri izdelavi svoje teorije svetlobe.
1. 1 2  MacTutor History of Mathematics archive — 1994.
2. 1 2  Brockhaus Enzyklopädie
3. ↑  Proleksis enciklopedija, Opća i nacionalna enciklopedija — 2009.
4. 1 2  Гримальди Франческо Мария // Большая советская энциклопедия: [в 30 т.] — 3-е изд. — Moskva: Советская энциклопедия, 1969.